# お次の番だョ!歌合戦
『お次の番だョ!歌合戦』（おつぎのばんだョ うたがっせん）は、1985年8月1日から1986年3月27日までテレビ東京・テレビ大阪で放送されていたテレビ東京製作の歌謡番組である。放送時間は毎週木曜 20:00 - 20:54 （日本標準時）。

## 概要
視聴者参加型のチーム対抗カラオケ番組で、毎回5人1組のチーム×4組が参加。参加者たちはチームごとにテーマを決め、それに沿った衣装で出場していた。司会は東八郎と白石まるみが務めていた。

## ルール
予選ではチームキャプテンが相手チームの歌い手を指名し、自信度に応じて金貨を賭けていく。金貨は1枚につき5000円で、スタート時には手元に10枚あり、予選では最大5枚まで賭けられた。両者が歌い終わった後、審査員が20点満点で採点。得点の高い方が勝者となり、賭けた金貨を総取りできた。同点の場合、審査員の支持の多い方が勝ちとされた。それを3回繰り返し、先に2勝したチームが決勝へ進めた。その際に手持ちの金貨が倍になった。
決勝では予選で残った参加者同士で競いあったが、予選の決着が2戦で付いていた場合には予選と同じく相手チームが歌い手を指名した。決勝では金貨の枚数に制限は無かった。また、得点が同じだった場合には両チームともに優勝と認められた。
優勝チームは、1から13までのトランプを使った海外旅行チャレンジ企画に挑戦できた。優勝チームの代表者はその回のゲスト出演者とトランプを1枚ずつ引いていき、ゲストよりも多い数を引けば海外旅行を獲得できた。同点優勝だった場合には両チームの代表者が1枚ずつ引いていき、多い数を引いた方に海外旅行が与えられた。なお、1は13よりも上の扱いだった。